# Campo nell'Elba

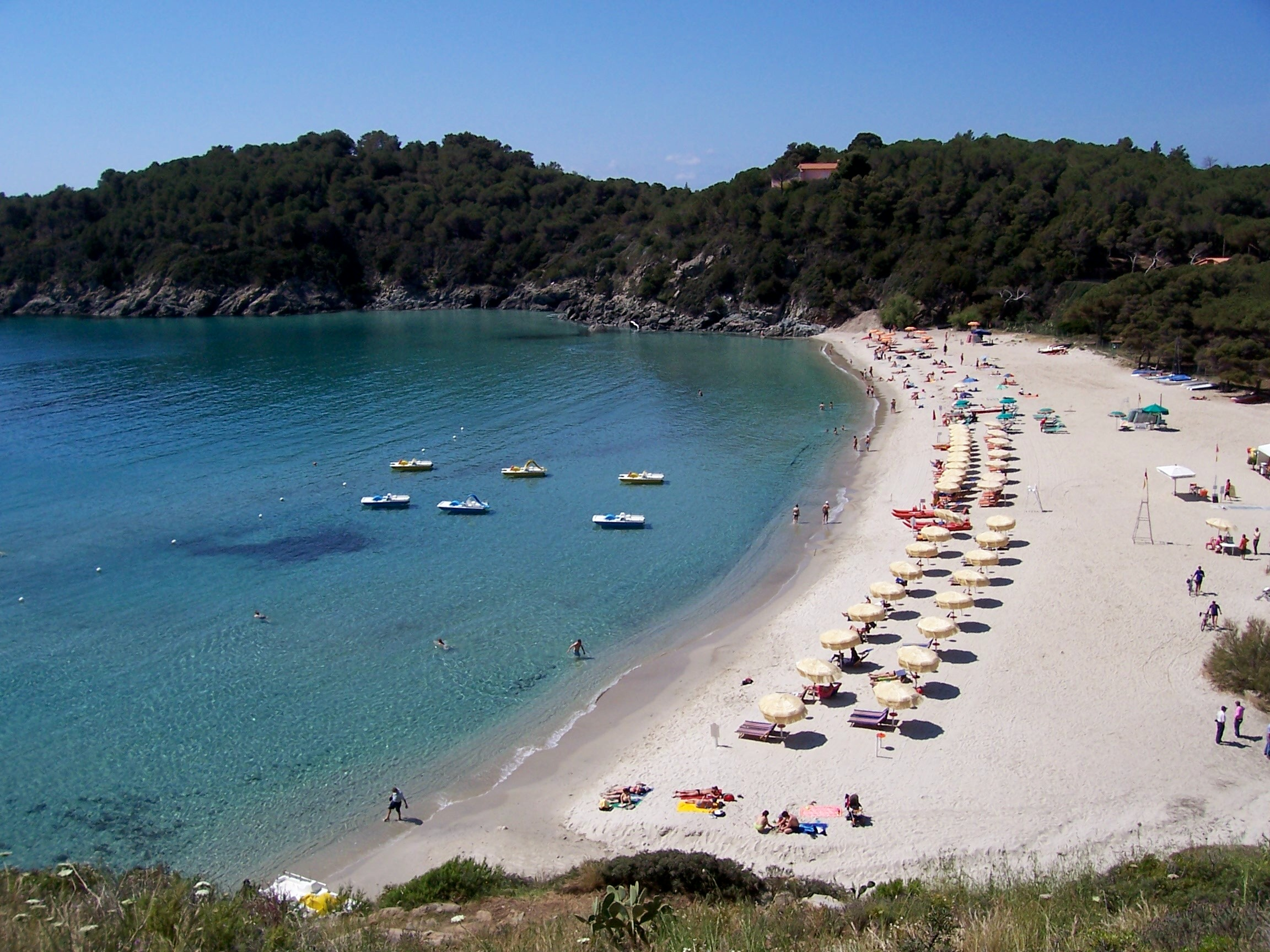

Campo nell'Elba is een gemeente op het eiland Elba, behorend tot de Italiaanse provincie Livorno (regio Toscane) en telt 4292 inwoners (31-12-2004). De oppervlakte bedraagt 55,6 km², de bevolkingsdichtheid is 77 inwoners per km².
De volgende frazioni maken deel uit van de gemeente: San Piero, Sant'Ilario, La Pila, Seccheto, Fetovaia.

## Demografie
Campo nell'Elba telt ongeveer 2011 huishoudens. Het aantal inwoners daalde in de periode 1991-2001 met 2,8% volgens cijfers uit de tienjaarlijkse volkstellingen van ISTAT.
| Jaar | Inwoneraantal |
| ---- | ------------- |
| 1991 | 4274          |
| 2001 | 4155          |

## Geografie
De gemeente ligt op ongeveer 2 meter boven zeeniveau.
Campo nell'Elba grenst aan de volgende gemeenten: Capoliveri, Marciana, Portoferraio.
Bibbona · Campiglia Marittima · Campo nell'Elba · Capoliveri · Capraia Isola · Castagneto Carducci · Cecina · Collesalvetti · Livorno · Marciana · Marciana Marina · Piombino · Porto Azzurro · Portoferraio · Rio Marina · Rio nell'Elba · Rosignano Marittimo · San Vincenzo · Sassetta · Suvereto
1. ↑  https://demo.istat.it/?l=it.